# Veporské vrchy
Koordinaten: 48° 42′ N, 19° 48′ O

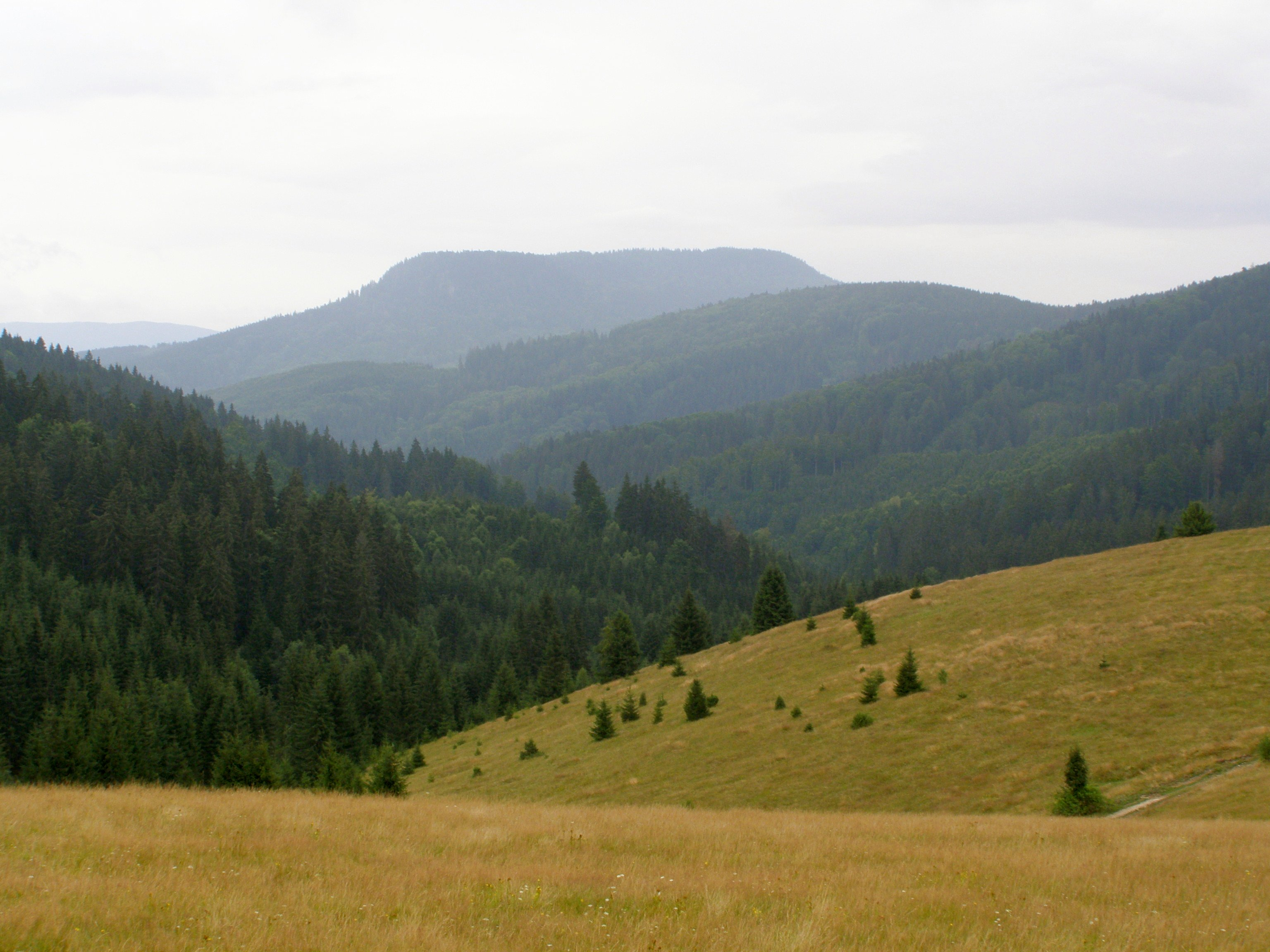
Der Unterteil Balocké vrchy vom Klenovský Vepor aus gesehen

Veporské vrchy auf der Karte der inneren Westkarpaten (rot hervorgehoben)

Die Veporské vrchy ist ein Teilgebirge des Slowakischen Erzgebirge in der Mitte der Slowakei und somit Teil der Inneren Westkarpaten. Es grenzt an die Niedere Tatra über die Tallandschaft Horehronské podolie im Norden, an den Spišsko-gemerský kras (Zips-Gemer-Karst) im Osten, die Stolické vrchy (letzte zwei genannte Teil des Slowakischen Erzgebirges) im Süden, die Poľana im Südwesten und den Talkessel Zvolenská kotlina im Westen. Die höchste Erhebung ist die Fabova hoľa (1439 m n.m.).
Das Gebirge wird in vier kleinere geomorphologische Unterteile geteilt:
- Fabova hora
- Čierťaž
- Sihlianska planina
- Balocké vrchy

Der Ostteil des Gebirges gehört zum Nationalpark Muránska planina, der äußerste Westteil zum Landschaftsschutzgebiet Poľana.
Touristische Zentren befinden sich z. B. in Osrblie, Brezno oder Čierny Balog.